# Vestale (Q176)
Pour les articles homonymes, voir La Vestale.
La Vestale (Q176) est un sous-marin français de la Marine nationale, de classe Argonaute, ayant servi pendant l'entre-deux-guerres et la Seconde Guerre mondiale.